# Chitra Banerjee Divakaruni
Pour les articles homonymes, voir Banerjee.
Chitra Banerjee Divakaruni, née le 29 juillet 1956  à Calcutta, est une écrivaine et une poétesse indienne .

## Biographie
Chitra Banerjee quitte son pays pour les États-Unis 1976. Elle obtient un doctorat en 1985 à l'université de Californie à Berkeley. En 1987 elle publie son premier recueil de poèmes Dark Like the River. Elle ne pensait pas devenir écrivain, mais après sa venue en Amérique, elle comprit que ses expériences biculturelles étaient une formidable matière d'écriture.
Les genres qu'elle exploite à travers ses œuvres sont : la fiction réaliste, la fiction historique, le réalisme mêlé à la magie, et le fantastique. Ses ouvrages ont été traduits en 29 langues.
Elle est impliquée dans plusieurs associations caritatives, notamment  Maitri orientée vers la lutte contre les violences domestiques faites aux femmes, ainsi que  Pratham] axée vers l'alphabétisation.

## Carrière
Avant de commencer sa carrière d'écrivaine, Divakaruni était déjà une poétesse reconnue. Elle a écrit des poèmes englobant une grande variété de thèmes, s'inspirant notamment beaucoup de la condition des femmes en Asie du Sud et de son expérience en tant qu'immigrante. Ses poèmes qui figurent dans la collection Leaving Yuba City lui ont valu les prix Pushcart, Allen Ginsberg et le prix de la Gerbode Foundation[réf. nécessaire].
En parallèle à son métier d'écrivain elle enseigne la littérature à l'université de Houston au Texas.

## Prix et distinctions
- Mariage Arrangé remporte un American Book Award en 1996[3].
- La Maîtresse des épices a été nommé pour le Prix Orange pour la fiction[réf. nécessaire].

## Adaptation cinématographique
La Maîtresse des épices a été adapté au cinéma en 2005 par Paul Mayeda Berges (en), avec Aishwarya Rai Bachchan et Dylan McDermott dans les rôles principaux. Ma sœur, mon amour a fait l'objet d'une adaptation télévisuelle en tamoul.